# Dinotrema glabrum
Dinotrema glabrum är en stekelart som först beskrevs av Stelfox och Graham 1951.  Dinotrema glabrum ingår i släktet Dinotrema och familjen bracksteklar. Inga underarter finns listade i Catalogue of Life.